# Kooikerhondje

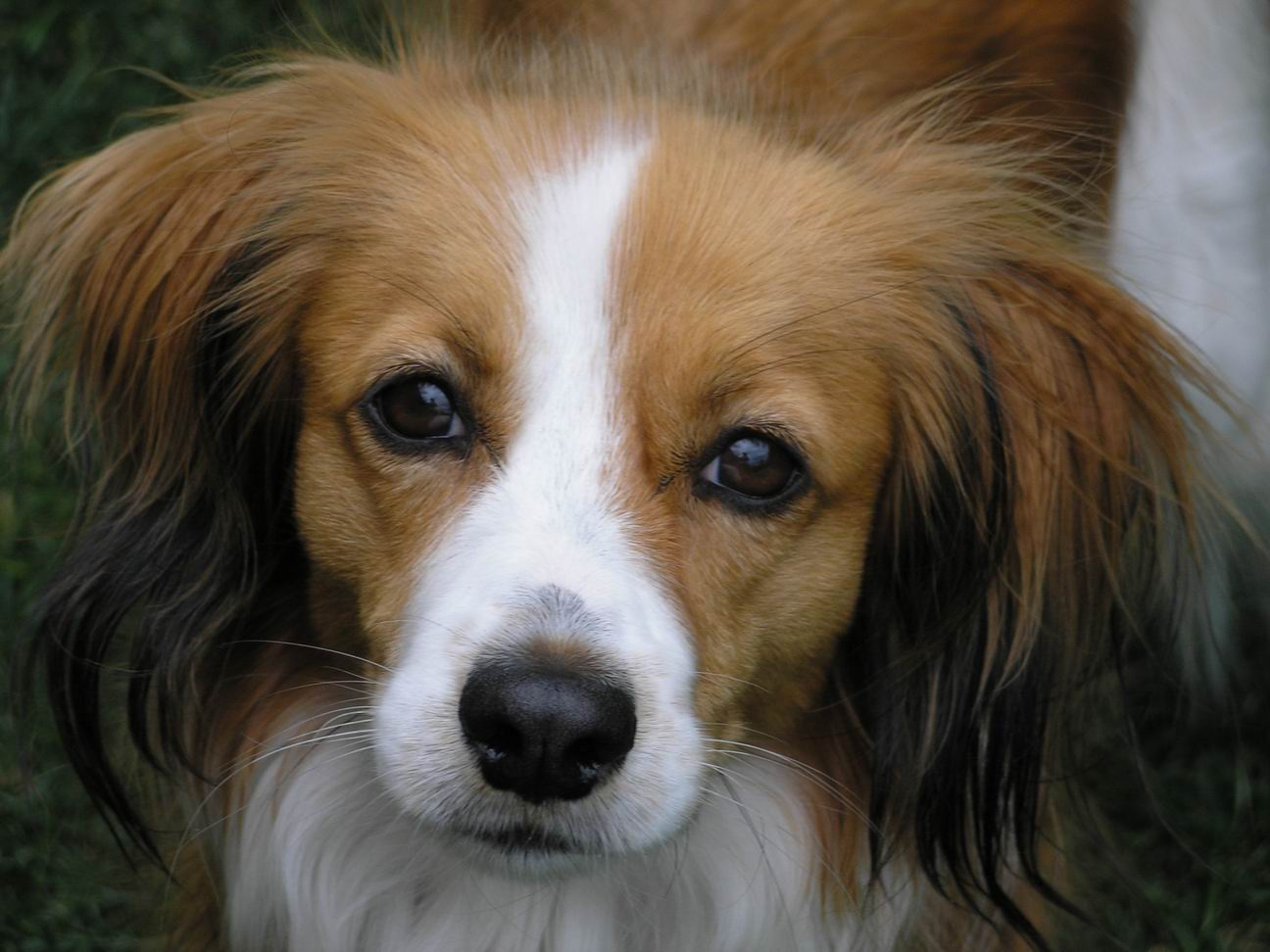
Głowa płochacza holenderskiego (Kooikerhondje)

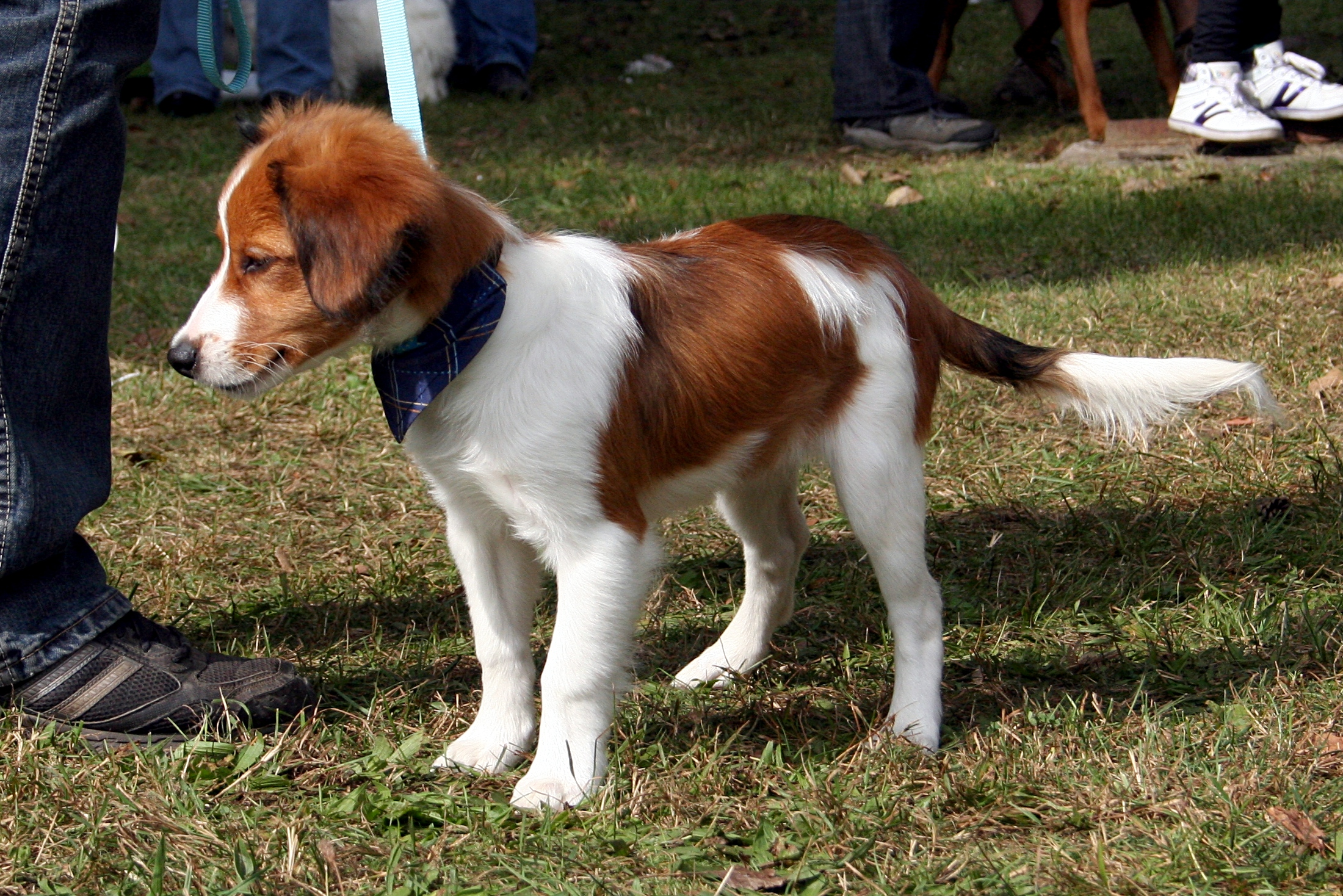
Szczenię płochacza holenderskiego

Kooikerhondje (Płochacz holenderski) - jedna z ras psów, należąca do grupy psów aportujących, płochaczy i psów dowodnych, zaklasyfikowana do sekcji płochaczy. Nie podlega próbom pracy.

## Rys historyczny
Różne formy polowań na kaczki mają w Holandii swoją długą tradycję. Polowano bez broni, z przynętą zaganiając przy pomocy psów Kooikerhondje kaczki do klatek, lub zwabiając kaczki do rowu wypełnionego wodą, którego drugi koniec był zablokowany. Zachowane dokumenty pochodzące z XVI i XVII wieku opisują zakładanie kaczkarni oraz udział psów w łapaniu tych zwierząt. Niewielkie Kooikerhondje przyuczano do tych czynności od bardzo wczesnego wieku (Hans Räber przytacza przekaz, mówiący o psie polującym w wieku czterech miesięcy). Uczono te psy zwrotności i wytrzymałości, a prócz funkcji myśliwskich, miały także łapać szkodniki takie jak myszy, łasice, czy szczury.
Płochacz holenderski jest potomkiem dawnych ptaszników, czyli psów hodowanych do polowań z udziałem ptaków, o umaszczeniu biało-rudo-czerwonym. Psy tego typu występowały w Westfalii oraz na terenach przygranicznych z Holandią. Dzięki ściśle określonym cechom jakie musiał posiadać kooikerhondje (m.in. nie mógł osiągać zbyt dużych rozmiarów oraz wymagany był biały, puszysty, dobrze widoczny ogon, co miało związek ze sposobami polowań przy użyciu klatek), a także uważnej selekcji osobniczej stosunkowo szybko uzyskano jednolity typ płochacza. 
Pod koniec wieku XIX zaczęło ubywać płochaczy holenderskich, a od całkowitego wymarcia rasę uratowała baronówna van Harderbroek z Ammerstol. W okresie II wojny światowej udało jej się wyhodować dwa mioty pochodzące od suki żyjącej w Fryzji, odpowiadającej jej wyobrażeniu o tej rasie. Od roku 1943 psy zaczęły być rejestrowane w holenderskiej Księdze Rodowodowej, a w roku 1971 wzorzec został przyjęty przez holenderską organizację kynologiczną i w tym samym roku rasa została uznana przez FCI, jako niderlandzka rasa psów.

## Wygląd i budowa
Kooikerhondje jest jednym z najmniejszych psów na ptaki, osiągającym do 40 centymetrów wysokości w kłębie.

### Szata i umaszczenie
Umaszczenie jest białe w rude i rudoczerwone plamy. Włos jest długi i gładki.

## Użytkowość
Obecnie pies ten jest w Holandii dość popularnym psem rodzinnym.

## Charakter i temperament
Płochacz holenderski jest psem spokojnym i opanowanym. Bardzo wesoły i przyjacielski, należy do psów łagodnych. Podczas pracy potrafi ściśle współpracować z człowiekiem, z którym pozostaje w bliskim kontakcie na całe życie. Jest czujny i do obcych mu osób podchodzi z rezerwą, stąd był też wykorzystywany jako pies stróżujący.

## Zdrowie i pielęgnacja
Płochacz holenderski jest bardzo aktywnym psem i dlatego potrzebuje codziennie sporej dawki ruchu. Średnio długi i długi, prosty włos nie wymaga skomplikowanych zabiegów pielęgnacyjnych.
Choroby charakterystyczne dla rasy: choroba von Willebranda, zaćma, padaczka, zwichnięcie rzepki.